# Милинкович-Савич, Ваня
Ваня Милинкович-Савич (серб. Вања Милинковић-Савић; 20 февраля 1997, Оренсе) — сербский футболист, вратарь клуба «Торино» и сборной Сербии.

## Клубная карьера
Ваня занимался футболом в системе сербской «Воеводины». Летом 2014 года он подписал контракт с английским клубом «Манчестер Юнайтед», заплатившим за него 1,75 млн €. Сезон 2014/15 Ваня провёл в аренде в своём родном клубе «Войводина». 10 августа 2014 года Милинкович-Савич дебютировал в чемпионате Сербии в матче против ОФК.
В ноябре 2015 года расторг контракт с «Манчестер Юнайтед» в связи с тем, что не смог получить разрешение на работу в Великобритании.

## Карьера в сборной
Ваня выступал за юношеские сборные Сербии. Принял участие в юношеском чемпионате Европы 2014. В составе сборной Сербии до 20 лет выиграл чемпионат мира 2015 года.
За главную сборную сыграл три матча группового этапа на чемпионате мира 2022 в Катаре — ничья с Камеруном и поражения от Бразилии и Швейцарии.

## Личная жизнь
У Вани есть старший брат Сергей, который тоже является футболистом. Отец братьев, Никола, также был футболистом, сейчас он завершил свои выступления.